# Ultimate Muscle
Kid Músculo, también llamada Kid Músculo: El legado Kinnikuman es un anime producido por Toei Animation, basado en el manga creado por Yoshinori Nakai y Takashi Shimada bajo el sobrenombre de Yudetamago (que en japonés quiere decir ‘Huevo Hervido’ o 'Boiled Egg'). Es la secuela de la famosa serie Kinnikuman, el hombre músculo. La línea de juguetes de Kinnikuman fue lanzada al mercado en Norteamérica como M.U.S.C.L.E. El nombre de Ultimate Muscle fue escogido para conectar la americanizada línea de juguetes M.U.S.C.L.E. en los 80 al anime. En Norteamérica fue distribuida por 4Kids Entertainment.
En total hay 77 episodios de Ultimate Muscle y 2 películas basadas en las series de televisión.

## Introducción
La historia es acerca de Mantaro Músculo (Kid Músculo), el malcriado hijo del súper héroe luchador Kinnikuman Musculo, la historia es un spin off secuela del anime titulado Kinnikuman: El hombre músculo, ocurriendo casi 20 años después del final de este.
Mantaro viene del Planeta Músculo. Su familia se ha dedicado a luchar. El padre de Mantaro, Suguru Músculo (Kinnikuman/Rey Músculo), entró en el pasado a casi todos los torneos de lucha, haciéndolo el campeón. Pero después de 28 años de paz, los Seigi Choujins (Liga del Músculo), antiguos enemigos se han reunido para formar el dMp (Demon Manufacturing Plant o Planta Manufacturadota de Demonios) aterrizando en el Monte Fuji en una nave con forma de puño. (El dMp es la parodia del wrestling faction, el nWo). El tiempo sin haber luchado durante tantos años ha hecho obsoletos a los antiguos miembros de la Liga del Músculo, siendo reemplazados por los nuevos y jóvenes peleadores.
Viendo que en realidad son viejos, Seigi Chojin abre de nuevo la Fábrica Hércules, la escuela para entrenar súper héroes, empezando el entrenamiento de una nueva generación de héroes que deben derrotar al dMp. Aunque indispuesto, Mantaro (Kid Músculo) es uno de los jóvenes héroes que forma parte de ello y termina derrotando a su padre para poderse graduar. El y otros nuevos Seigi Choujin pelean y derrotan a varios miembros del dMp, conociendo a Kevin Mask, quien renuncia a la organización. También pelean con Sunshine (Resplandor) y sus pupilos, quienes destruyen el dMp después de haber desarrollado un respeto por el espíritu de lucha de los Seigi Choujins.
El manga continua con el Torneo de Reemplazo de la Nueva Generación (New Generation Replacement Tournament), el regreso de las Olimpiadas Chojin,  una pelea contra el grupo de villanos llamado Demon Seed, contando un poco del pasado de Robin Mask.

## Torneos
New Generation Replacement Tournament – Estando harto de los cuatro nuevos miembros de la Nueva Generación (Kid Músculo, Terry Kenyon, Wally Tusket y Dik Dik Van Dik, “Equipo AHO”) sean unos perezosos, el presidente Vance McMadd crea un torneo en el que solo podrían pelar los novatos (Jaeger, Scarface, Road Rage y Hydrazoa, “Generación EX”) para ver quien ganaría el derecho de quedarse en Japón, el equipo perdedor tendría que irse de Japón. Si todos los combatientes de cualquiera de los dos equipos fuesen eliminados, el otro equipo ganaría, aunque no llegasen a las finales. Los integrantes del Equipo AHO fueron derrotados excepto Kid Músculo. Kid Músculo logró llegar a las finales, contra Scaface (quien revela ser Mars, parte del dMp) y gana para poder quedarse el y sus amigos en Japón.
Olimpiadas Chojin/Corona Chojin – El torneo en el que con reticencia Kid Músculo participa. Después de superar los obstáculos (los cuales han sido intentos para poder eliminarlo), califica. En las finales del torneo Kid Músculo y Kevin Mask terminan peleando. En las finales de años pasados sus padres se enfrentaron, siendo el padre de Kid el ganador del encuentro. El progreso del encuentro tiene mucha controversia en sus alrededores. En el manga original, Kevin Mask gana la Corona Chojin. Pero, en el anime Kid Músculo gana el encuentro. Algunos fanes han opinado que la adaptación del anime fuese fiel, siguiendo el verdadero final en el que Kevin es el ganador. Lo más probable es que el anime haya terminado así para poder hacer que el protagonista pudiese sobresalir. Si las series de anime pudiesen terminar más allá de eso el final original del manga hubiera sido usado.
El manga todavía continua y desarrolla la parte donde Mantaro se va de la ciudad a entrenar para desarrollarse y así poder resarcirse de la derrota a manos de Kevin Mask. En esta parte, su fiel compañero Meat es cercenado en 6 partes por unos diabólicos peleadores de ultratumba, de la mano del dios del terror y la lucha y sus secuaces. Buffaloman fue parte de ellos según la trama antes de unirse a la liga del músculo. Cuando descienden a los aposentos de estos luchadores, Mantaro decide luchar contra Constelación quien derrota fácilmente a Buffaloman. Lo mismo estaba haciendo constelación con Mantaro hasta que él recuerda la amistad de su fiel amigo Meat, quien está cercenado por partes, la amistad de su Maestro Buffaloman, las enseñanzas que nunca escuchó de su maestro El Niño, la derrota ante Kevin Mask y su esforzado post entrenamiento. Así nace el nuevo Mantaro, Kid Músculo, quien realiza un nuevo blaster G. La pelea es vista por todo el mundo y ven el nacimiento del nuevo legado que impondrá Mantaro. Al final, los demás secuaces buscan pelear con Mantaro, pero, en esos instantes, Scars, Kevin Mask y sus amigos van en ayuda de Mantaro. Se aproxima una nueva lucha por el poder donde el nuevo Kid Músculo se resarcirá de su derrota, en el manga, ante Kevin Mask.

## Doblaje
- Kid Músculo - Orlando Arenas
- Meat - Mario Gutiérrez Marin
- Mac Metaphor - Raúl Forero
- Doc Nakano - Harold Leal
- Wally Tusket - José Manuel Cantor
- Terry Kenyon - Carlos Alberto Gutiérrez
- Dik Dik Van Dik - Camilo Andrés Rodríguez
- Kevin Mask - Wolfang Galindo
- Monsier Cheeks - JR Javier Rodríguez
- Roxanne - Shirley Marulanda
- Trixie - Renata Vargas
- Kiki - María Isabel Cortés / Dilma Gómez
- Hydrozoa - Eleazar Osorio
- Road Rage - Julio Cesar Mora
- Broken Jr. - Wolfang Galindo
- Jeager - José Manuel Cantor
- Checkmate - JR Javier Rodríguez
- Buffaloman - Rafael Ignacio Gómez
- El Niño - Leonardo Salas
- Bloques - Antonio García
- Robin Mask - Harold Leal
- Samuu - Bayardo Ardila
- Lord Flash - Eleazar Osorio
- Terry Man - Julio Cesar Mora
- Mad Skeleton - Jairo Ordóñez

Dirección - Hernando Cuenca
Estudio - Provideo Colombia

## Manga
Kinnikuman Nisei fue publicado en la revista japonesa para hombres “Weekly Playboy”, dirigida al público, ahora adulto, de la serie original. Otro manga dirigido a los niños, llamado Kinnikuman Nisei ~All Choujin Dai Shingeki~ fue publicado en V-Jump. 
El manga fue publicada al inglés por VIZ Media. Actualmente, el manga se desarrolla después de la derrota ante Kevin Mask donde surge el nuevo poder de Kid Músculo.

## Anime
El anime fue emitido por primera vez en Japón en TV Tokyo el 1 de enero de 2002 por 51 episodios hasta su cancelación el 25 de diciembre. Parte de la razón por la que el show perdió espectadores fue la historia del "Poison Pack" (Paquete Venenoso) que interrumpió el Choujin World Grandprix. El anime fue más tarde emitido en América el 25 de septiembre de 2002 por 4Kids Entertainment en el “Fox Box.” Notablemente el anime fue más popular en América que en Japón y es uno de los pocos animes al que se le ha dedicado una segunda temporada especialmente para el mercado americano. 
Aunque las series terminaron después de esta, la segunda temporada de Ultimate Muscle, nombrada Kinnikuman Second Generations ULTIMATE MUSCLE finalmente fue emitida por la televisión japonesa el 7 de abril de 2004 en TV Tokio, pero solo 13 episodios fueron mostrados (el horario de 1:00 a. m. hizo que perdiera mucho público). Las series terminan el 4 de enero de 2006 como Kinnikuman Second Generations ULTIMATE MUSCLE 2 de nuevo a la 1:00 a. m. 
- Datos: Q2555827